# Montague gramatika
Montague gramatika je pristup semantici prirodnog jezika, imenovana po američkom logičaru Richardu Montagueu. Montague gramatika je zasnovana na formaloj logici, napose lambda računu i teoriji skupova, i koristi pojmove iz intenzionalne logike i teorije tipa. Montague je bio pionir u ovom pristupu 1960-ih i ranih 1970-ih.
Montagueova teza je bila da ne postoji razlika između semantike prirodnog jezika (kao što je engleski) i formalnog jezika (kao što je predikatna logika). Središnji pojmovi u pozadini Montague gramatike su prvi put predstavljeni u papiru "The Proper Treatment of Quantification in Ordinary English".
Montagueov tretman kvantifikacije je povezan s pojmom kontinuacije u semantici programskog jezika. (vidi
Continuations in Natural Language  Arhivirana inačica izvorne stranice od 24. kolovoza 2007. (Wayback Machine).)

## Daljnje čitanje
- Introduction to Montague Semantics, D.R. Dowty, R.E. Wall i S. Peters (Kluwer Academic Publishers, 1981.)
- Informal Lectures on Formal Semantics, E. Bach (SUNY Press, 1989.)
- Mathematical Methods in Linguistics, B.H. Partee, A.G.B. ter Meulen en R.E. Wall (Kluwer Academic Publishers, 1990.)
- Montague Grammar, B.H. Partee i Herman Hendriks, u: Handbook of Logic and Language, ur. J.F.A.K. van Benthem i A.G.B. ter Meulen (Elsevier/MIT Press, 1997,)